# Distretto di Bathinda
Il distretto di Bathinda è un distretto del Punjab, in India, di 1 181 236 abitanti. È situato nella divisione di Faridkot e il suo capoluogo è Bathinda.